# Лисициан, Рубен Павлович

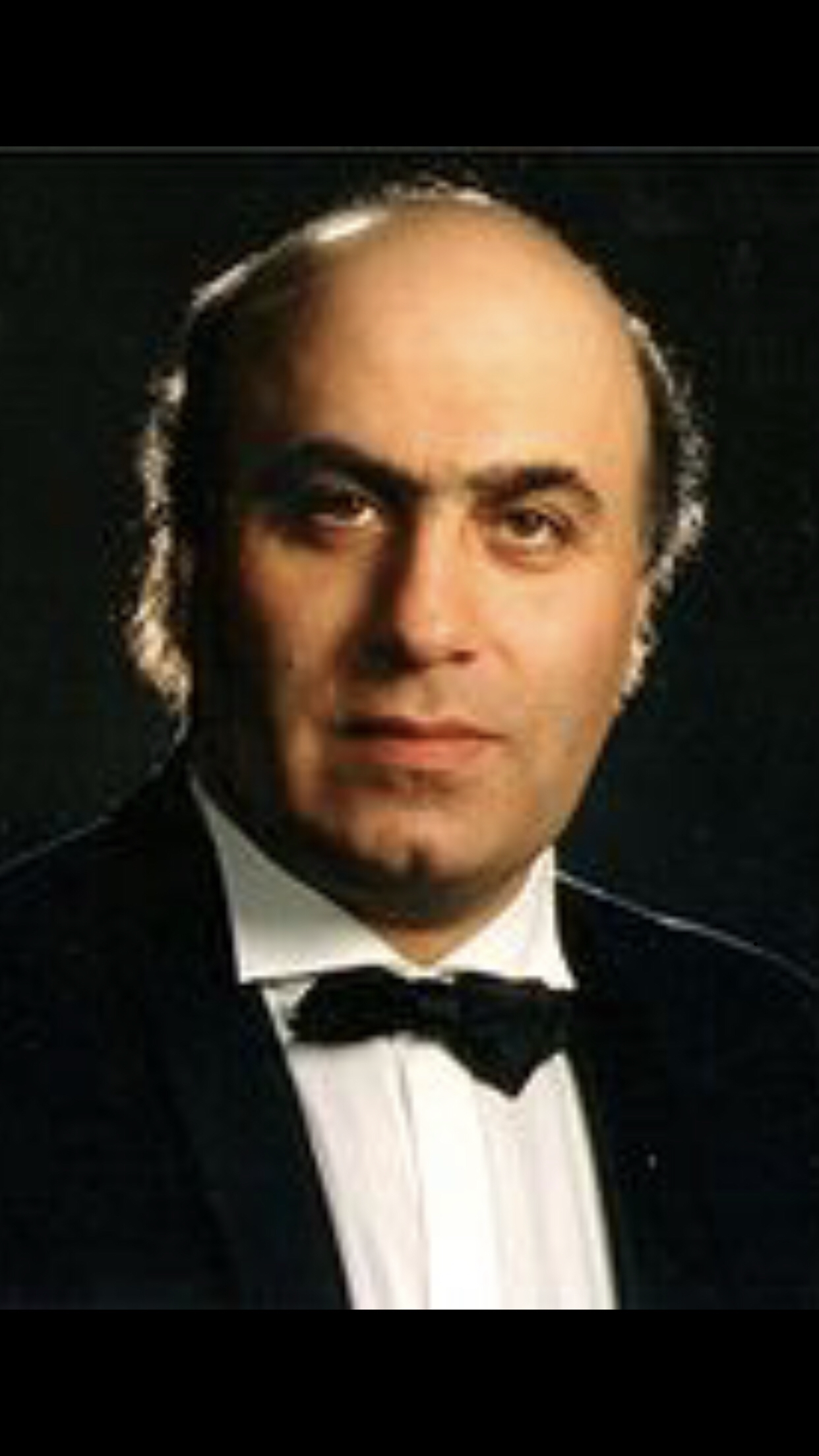
Ruben Lisitsian

Рубен Павлович Лисициа́н (род. 9 мая 1945, Москва, СССР) — советский, российский и армянский певец, вокальный педагог. Заслуженный артист Российской Федерации (1992), профессор. 

## Биография
Родился 9 мая 1945 в Москве в артистической семье.
Отец – Павел Герасимович – народный артист СССР, профессор, премьер Большого театра. Мать – Дагмара Александровна – обладала редкими декламационными способностями и с раннего возраста прививала детям любовь к поэзии, родная тётя – Зара Александровна Долуханова – народная артистка СССР, лауреат Ленинской и Государственной премий, профессор. Сестра Карина– народная артистка Армении, заслуженная артистка РФ, профессор (РАТИ-ГИТИС). Рузанна – народная артистка Армении, заслуженная артистка РФ, профессор. (РАМ им. Гнесиных). Брат – Герасим, актер драматического театра и кино, концертный чтец, режиссёр и поэт.
Получил образование в Центральной музыкальной школе при Московской государственной консерватории имени П.И. Чайковского, Музыкальном училище имени М.М. Ипполитова-Иванова, РАМ имени Гнесиных, Ереванской государственной консерватории имени Комитаса.
Учился у М.Л. Ростроповича, В.А. Берлинского (виолончель), П.Г. Лисициана, Д.И. Варшамова (сольное пение) Н.Н. Делициевой (камерное пение).
Как солист-вокалист, виолончелист и флейтист выступал вместе с сёстрами в ансамбле старинной музыки «Мадригал», под руководством князя А.М. Волконского. Занимался сценическим движением и этикетом у княгини Е.Г. Волконской.
Солист и вокальный консультант Московской государственной академической филармонии.
Первая премия и золотая медаль на V международном конкурсе им. Р. Шумана (Цвиккау, Германия 1969).
Лауреат X Всемирного фестиваля молодёжи и студентов (Берлин, 1973).
Победитель в номинации «Искусство педагога» на VII Международном конкурсе «Романтизм – истоки и горизонты» (г. Бар, Черногория, 2015).
Лауреат в номинации «Методические чтения» на VII Международном конкурсе «Романтизм – истоки и горизонты» (г. Бар, Черногория, 2015).
Лауреат в номинации «Композиция» на VIII Международном конкурсе «Романтизм – истоки и горизонты» (г. Москва, 2016).
Заведующий кафедрой «Академическое пение» Государственного музыкально-педагогического института им. М.М. Ипполитова-Иванова, Москва.
Руководитель творческого коллектива института «Оперная студия».
Руководитель вокальной ассистентуры-стажировки института.
Среди учеников – победители, лауреаты и дипломанты всероссийских и международных конкурсов. Неоднократно избирался председателем жюри ряда конкурсов, а также председателем государственной аттестационной комиссии.
Гастроли в странах Европы, США, Канаде, Израиле.
Мастер-классы в России, Европе. Курс лекций «Русская музыка» в Кёльнском университете. Президент Германо-Российской Культурно-Образовательной Академии Кёльна.
Автор критических статей, исторического очерка, рецензий, эссе, учебных пособий, учебных программ. Автор сборника вокализов для развития чувства стиля. Автор книги «Этюды».

## Концертный репертуар
В его концертном репертуаре были сольные партии в ораториях, кантатах и симфониях.
- «Страсти по Матфею»/«Matthäus-Passion» (партия Евангелиста, Большой зал Ленинградской филармонии. Дирижер Неэме Ярви/Neeme Järvi) И. С. Баха

- «Самсон»/«Samson» (партия Самсона) Г. Ф. Генделя (Москва, Большой зал консерватории. Дирижер Юозас Домаркас/Juozas Domarkas)

- «Семь слов Спасителя на кресте»/«Seven last words of Christ on the Cross» Й. Гайдна

- «Заповеди блаженства»/«Les béatitudes» (партия Христа) С. Франка (Рига)

- «Реквием» В. А. Моцарта (в составе семейного квартета)

- «Реквием» Дж. Верди (г. Сочи. Дирижер Оганес Чекиджян, совместно с П.Г. Лисицианом и Лусинэ Закарян)

- «Военный реквием»/«The War Requiem» Б. Бриттена (в городе Вроцлаве, Польша)

- в кантате «Рубайят» (на сл. Ширвани Хагани, Хафиза Ширази, Омара Хайяма) C. Губайдулиной (Амстердам, Шёнберг-ансамбль. Дирижер Reinbert de Leeuw)

- в „Perception“/„Восприятие“ (для сопрано, баритона и 7 струнных инструментов, на сл. Танцера) C. Губайдулиной (Москва, «Декабрские вечера». Дирижёр Юрий Николаевский. Партию сопрано исп. Нелли Ли)

- в симфонии № 2 "Wahre, ewige Seligkeit" Галины Уствольской (дирижер Reinbert de Leeuw,1998, Берн, 1-е исполнение в Швейцарии)

- в "Stabat mater" для трёх солистов и струнного трио Арво Пярта (с К. Лисициан и Л. Белобрагиной. Дирижер Ю. Башмет. Исполнялось в рамках фестиваля «Декабрские вечера»)

- сольная партия в 9-й симфонии Л. ван Бетховена (Париж, Дворец конгрессов, оркестр Будапештского радио под управлением Оганеса Чекиджяна, главного дирижёра государственной капеллы Армении).

Исполнял вокальные циклы
- «Зимний путь»/«Winterreise» Ф. Шуберта

- «Прекрасная мельничиха»/«Die schöne Müllerin» Ф. Шуберта

- «Любовь поэта»/«Dichterliebe» Р. Шумана
- «7 Volkslieder», Op.54 Карла Мария фон Вебера/Carl Maria von Weber (1. Die fromme Magd; 2. Quodlibet; 3. Liebeslied; 4. Gelahrtheit; 5. Alte Weiber; 6. Volkslied; 7. Weine, weine, weine nur nicht)
- «Прекрасная Магелона»/«Die schöne Magelone» Й. Брамса (текст читала Алиса Фрейндлих)
- «Рождественские песни»/«Weihnachtslieder» (Op. 8) П. Корнелиуса
- «Три песни Дон-Кихота к Дульцинее»/«Don Quichotte à Dulcinée» [№1. Chanson romanesque; №2. Chanson épique; №3. Chanson à boire] М. Равеля
- «Мадагаскарские песни»/«Chansons madécasses» [№1. Nahandove; №2. Aoua; №3. Il est doux] М. Равеля
- «5 народных греческих мелодий»/«Mélodies populaires grecques» [№1. Chanson de la mariée; №2. Là-bas, vers l'église; №3. Quel galant m'est comparable; №4. Chanson des cueilleuses; №5. Mélodies populaires grecques; №5. Tout gai!] М. Равеля
- Deux mélodies hébraïques М. Равеля:
- № 1. Kaddisch/Каддиш
- № 2. L'énigme éternelle (на идиш «Frägt die Velt die alte Casche»/«Фрегт ди велт ди алте каше».
- Chanson hébraïque «Mejerke, main Suhn»/«Мейерке, майн зун» из цикла «Chants populaires» М. Равеля
- Шесть французских романсов, Ор. 65 П. Чайковского:
- No. 1. Serenade (Ты куда летишь)
- No. 2. Disillusionment (Разочарование)
- No. 3. Serenade (В ярком свете зари)
- No. 4. Qu'importe que l'hiver (Пускай зима)
- No. 5. Les larmes (Слёзы)
- No. 6. Rondel (Рондель)

Выступления в составе семейного квартета
С 1971 выступал в составе семейного квартета (с отцом и двумя сестрами). В их репертуаре были произведения разных стилей и эпох, в том числе кантаты И. С. Баха, «Реквием» В. А. Моцарта, «Песни любви»/«Liebeslieder Waltzes», Op. 52 и «Новые песни любви»/«Neue Liebeslieder Waltzes», Op. 65 Й. Брамса, Квартеты из опер «Евгений Онегин» П. Чайковского, «Риголетто» Дж. Верди и др.
Выступление с отцом П.Г. Лисицианом
Дж. Верди «Реквием» (Дирижёр Оганес Чикиджян)
Выступления с сёстрами Рузанной и Кариной
Совместно с сёстрами Рузанной и Кариной участвовал в концертных программах - «12 песен Вебера» в сопровождении гитары; «Забытая Америка. Блюзы 1930-х — 50 -х гг.» (Дж. Гершвин, Г. Миллер, Г. Манчини, Билли Стрейхорн, 1988 г.).
В театрализованной программе «Жизнь и смерть извечный дуэт» на музыку Комитаса и Екмаляна и стихи Нины Габриэлян (в качестве чтеца - старший брат Герасим) в 1990 г. в зале им. П. Чайковского, запись этого концерта была показана по телевидению (Студия «Экран», 1991).
Выступления с братом Герасимом
С братом Герасимом подготовил программы:
«Сонеты Шекспира» и «Английские канцонетты Гайдна»
«Людвиг Тик. История любви Прекрасной Магелоны и графа Петера Прованского» (Р. Лисициан исполнял цикл «Прекрасная Магелона» Й. Брамса)
Участие в музыкальных фестивалях
Неоднократно принимал участие в фестивалях
в Москве
- «Русская зима»
- «Московская осень»
- «Московские звёзды»
- «Музыкальные династии»
- «Декабрьские вечера»)

в Ленинграде/Санкт-Петербурге
- «Белые ночи»
- «Петербургские сезоны»
- «Дворцы Ленинграда»

в Калининграде
- «Янтарное ожерелье»

за рубежом
- в Чехословакии («Пражская весна»)
- в Израиле (Фестиваль «Дни Москвы»)
- в США (Благотворительный фестиваль «Помощь жертвам землетрясения в Армении и Сан-Франциско»)

## Сотрудничество
Сотрудничал с такими дирижерами как
- Юрий Башмет
- Игорь Блажков
- Герхарт Визенхюттер/Gerhart Wiesenhütter
- Юозас Домаркас/Juozas Domarkas
- Валентин Жук
- Арнольд Кац
- Роман Кофман
- Лев Маркиз
- Вольдемар Нельсон
- Юрий Николаевский
- Константин Орбелян
- Владимир Понькин
- Геннадий Рождественский
- Юрий Симонов
- Василий Синайский
- Борис Хайкин
- Оганес Чекиджян
- Арвид Янсонс/Arvid Jansons
- Неэме Ярви

В концертах выступал в ансамбле с пианистами
- Борисом Абрамовичем
- Еленой Александровой
- Тиграном Алихановым
- Ириной Анастасьевой
- Александром Бахчиевым
- Борисом Бехтеревым
- Алевтиной Богдановой
- Ириной Бутыриной
- Наумом Вальтером
- Виктором Деревянко
- Александром Ерохиным
- Владимиром Крайневым
- Юлией Мадатовой
- Олегом Майзенбергом
- Андреем Мытником
- Левоном Оганезовым
- Ниной Светлановой
- Владимиром Сканави
- Семёном Скигиным
- Еленой Сорокиной
- Анатолием Спиваком
- Виктором Третьяковым
- Владимиром Хвостиным
- Владимиром Шрайбманом
- Наумом Штаркманом

с органистами
- Божидаром Клобучаром
- Людмилой Голуб
- князем Андреем Волконским

с гитаристами
- Андреем Гариным

- Николаем Комолятовым

## Педагогическая деятельность
Ведет педагогическую деятельность в Московском музыкально-педагогическом институте им. М. М. Ипполитова-Иванова (с 2005 заведующий кафедрой академического пения; с 2009 - художественный руководитель оперной студии).
Студенты Рубена Лисициана - Победители Международных конкурсов
- Ольга Метальникова - Лауреат I степени "Московского Международного фестиваля Славянской музыки" в номинации сольное пение. Москва, 2008г.
- Ольга Балашова I премия на Международном конкурсе в Савоне в номинации «Opera». Италия, 2009г.
- Кристина Яворская - Лауреат I степени III Международного конкурса музыкантов-исполнителей и композиторов «Романтизм: истоки и горизонты», памяти Алемдара Караманова (Москва, 2009 г.)
- Виктория Зяблицкая - Лауреат I степени Международного фестиваля "Дни Австрийской культуры в Москве", 2011г.;
- Виктория Зяблицкая - Лауреат I премии „Международного конкурса им. М. М. Ипполитова-Иванова“ в номинации "Сольное академическое пение" (Москва, 2011г.)
- Алексей Конюшков (контр-тенор) - Лауреат 1-й премии Московского Международного фестиваля-конкурса детского и юношеского художественного творчества "Открытая Европа" в номинации Академический вокал. (2011г.)
- Мария Пономарева - Лауреат 1-й премии в номинации "Вокал-соло" Международного конкурса музыкантов-исполнителей и композиторов "Романтизм: истоки и горизонты" Памяти Алемдара Караманова (Москва, 2011 г.)
- Максим Дорофеев Лауреат 1-й премии в номинации "Вокал-соло" V Международного конкурса музыкантов-исполнителей и композиторов "Романтизм: истоки и горизонты" Памяти Франца Шуберта (Москва, 2013г.)
- Эллина Денисенко - Лауреат I степени V Международного конкурса музыкантов-исполнителей и композиторов «Романтизм: истоки и горизонты», памяти Елены Фабиановны Гнесиной (Москва, 2014 г.)
- Алексей Конюшков - Лауреат I степени VI Международного конкурса музыкантов-исполнителей и композиторов «Романтизм: истоки и горизонты», памяти Елены Фабиановны Гнесиной в номинации «Вокал-соло» (Москва, 2015 г.)
- Эллина Орлова - Гран-При VIII Московского молодёжного патриотического конкурса «Весна 45 года» в номинации «Патриотическая песня». Москва, 2015 г.
- Дарья Рубанова - Лауреат I степени Всероссийского открытого вокально-хорового фестиваля-конкурса к 100-летию со дня рождения Георгия Васильевича Свиридова «О России петь», в номинации «Сольное пение». Москва, 2015г.
- Маркосян Мариам Маисовна Лауреат I степени III Всероссийского вокального конкурса студентов музыкальных и театральных ВУЗов «Виват, вокал! Виват, артист!» Номинация «Опера». Москва 2016 г.
- Рудольф Овсепян - I премия на XII Международном фестивале-конкурсе молодых исполнителей «Союз талантов России» Сочи 2017 год».
- Мариам Маркосян – Лауреат I премии X Международного конкурса имени А.П. Иванова. Тверь, декабрь 2017 года.
- Ани Аветисян – Лауреат I степени Московского открытого детско-юношеского фестиваля академического пения «Посвящается Шаляпину». Москва 2018 год.
- Мариам Маркосян – I премия на IV Международном конкурсе вокалистов «Звёздная рапсодия» Санкт-Петербург - Февраль 2018 год.
- Рудольф Овсепян лауреат I степени ХХII московского международного конкурса молодых исполнителей русского романса (региональный этап). 2018 г.
- Татьяна Шкарупина -Лауреат I степени VI Международного конкурса академического и эстрадного пения имени М. Ланды. Москва 2020 г.
- Мария Чайковская - Лауреат I степени IV степени Международного музыкального конкурса имени Р. Глиэра Москва 2020 г.
- Мария Чайковская - Лауреат I степени IX Международного вокального конкурса имени С.Я. Лемешева Москва 2020 г.

Записи на грампластинки
- Тысяча лет музыки. Германия. Эпоха Возрождения и раннее Барокко. И. Эккард: Песнь Адвенты. Э. Боденшац: Бициниум О страстях, М. Преториус: Рождественская песнь. Г. Нойзидлер: Два танца. Г. Шютц: Две духовные симфонии. 1. Paratum cor meum. 2. Venite ad me. Б. Дуцис: Мотет. Г. Финк: О прекрасная женщина. Г. Шайн: Хоральный концерт. С. Шайдт: Вариации на тему гальярды Дж. Доуленда. Х. Хасслер: Четыре песни. 1. Начинайте! 2. Радость и веселье. 3. Ты пленила меня. 4. Попляшем и попрыгаем. Вокально-инструментальный ансамбль „Мадригал“. Худ. рук. Андрей Волконский. Л. Давыдова, сопрано, Р. Лисициан, сопрано, К. Лисициан, меццо-сопрано, Р. Лисициан, тенор, А. Туманов, баритон. Выпуск 3-й. Фирма "Мелодия", Апрелевский з-д 1968 г. 33об. Д-023323

- «Реквием» В. А. Моцарта
- Вокальный цикл «Любовь поэта» Р. Шумана (Фирма «Мелодия» 1970)
- Три песни из цикла "Мирты", Р. Шумана соч. 25 (Фирма "Мелодия" 1970)
- И. Брамс. Вальсы. "Песни любви" и «Новые песни любви» для четырех голосов и фортепиано в четыре руки. Фирма "Мелодия"

## Книги, статьи и пособия
- Лисициан Р.П. Армения. Крестный путь по дорогам истории. 2019

- Неизвестный абсурд в известной традиции

- Воззвание к мирному сосуществованию теории и практики

## Аудио и видео записи Рубена Лисициана
- Умберто Джордано. Ария Лориса из оперы «Федора»:Солист: Рубен Лисициан (тенор) в сопровождении Симфонического оркестра Московской гос. филармрнии. Дирижёр Борис Хайкин.:Umberto Giordano (1867 — 1948) - Arie des Loris aus der Oper „Fedora“. Performes: Ruben Lisitsian (Tenor). Conductor Boris Khaikin.
- Сальваторе Кардилло «Неблагодарное сердце»:Текст Рикардо Кордиферро. Исполнители: Рубен Лисициан (тенор), Наум Вальтер (фортепиано).:Salvatore Cardillo. „Core 'ngrato“. Performes: Ruben Lisitsian (Tenor), Naum Valter (Piano).
- Дж. Верди. Квартет из оперы «Риголетто»:Исполнители: Рубен Лисициан (тенор), Рузанна Лисициан (сопрано), Карина Лисициан (меццо-сопрано), Павел Лисициан (баритон). Симфонический оркестр Московской гос. филармонии. Дирижёр Борис Хайкин. Большой зал консерватории (Москва, 1971). :Giuseppe Verdi. Quartett from Oper «Rigoletto». Performes: Ruben Lisitsian (Tenor), Rusanna Lisitsian (Soprano), Karina Lisitsian (Mezzosopran), Pavel Lisitsian (Bariton). Conductor Boris Khaikin. Moskau (1971).
- С. Рахманинов «О, нет, молю, не уходи»:Текст Дмитрия Мережковского. Исполнители: Рубен Лисициан (тенор), Наум Вальтер (фортепиано).:S. Rachmaninov „O, nein, ich fleh, geh nicht ...“. Performes: Ruben Lisitsian (Tenor), Naum Valter (Piano).
- П. Чайковский. «День ли царит»:Текст Алексея Апухтина. Исполнитель: Рубен Лисициан (тенор) в сопровождении Симфонического оркестра Московской гос. филармонии. Дирижёр Борис Хайкин :P. Tschaikovskij „Ob heller Tag“. Performes: Ruben Lisitsian (Tenor). Conductor Boris Khaikin.
- Р. Шуман. «И розы и лилии» № 3 из цикла «Любовь поэта» ор. 48:Текст Генриха Гейне. Исполнители: Рубен Лисициан (тенор) и Алевтина Богданова (фортепиано):R. Schumann. «Die Rose, die Lilie» № 3 aus der Zyklus «Dichterliebe» ор. 48. Text: Heinrich Heine. Performers: Ruben Lisitsian (Tenor) & Alevtina Bogdanova (Piano).
- Р. Шуман. «Я утром в саду встречаю» № 12 из цикла «Любовь поэта» ор. 48:Текст Генриха Гейне. Исполнители: Рубен Лисициан (тенор) и Алевтина Богданова (фортепиано):R. Schumann. «Am leuchtenden Sommermorgen» № 12 aus der Zyklus «Dichterliebe» ор. 48. Text: Heinrich Heine. Performers: Ruben Lisitsian (Tenor) & Alevtina Bogdanova (Piano).
- Армянская народная песня «Полюбил я розу»:Исполнители: Рубен Лисициан (тенор), Наум Вальтер (фортепиано):Armenisches Volkslied - „Ich habe mich in die Rose“. Performes: Ruben Lisitsian (Tenor), Naum Valter (Piano).
- Jule Styne. The party's over. Дуэт:Исполнители: Рузанна Лисициан (сопрано) и Рубен Лисициан (тенор). Джаз-трио Григория Файна. Москва, Концертный зал им. П. Чайковского :Performers: Rusanna Lisitsian (Soprano) & Ruben Lisitsian (Tenor), Jazz-trio Gregory Fine.
- Софья Губайдулина из «Восприятия» «Монти»:Текст Франсиско Танцера. Солист: Рубен Лисициан (тенор). Ансамль солистов «Северная корона». Дирижёр Юрий Николаевский.:Sophie Gubaidulina - Perception — Monty. Text: Francisco Tanzer. Performes: Ruben Lisitsian (Tenor). "Northern Crown" Soloists Ensemble. Conductor Yuri Nikolaevsky.
- Макар Екмалян. Святой из «Литургии»:Исполнители: Рузанна Лисициан (сопрано), Рубен Лисициан (тенор), Карина Лисициан (меццо-сопрано), Людмила Голуб (Орган). Концертный зал им. П. Чайковского (Москва).:Makar Yekmalian. Miajn Surb from «Liturgy». Performes: Rusanna Lisitsian (Soprano), Karina Lisitsian (Mezzosopran), Ruben Lisitsian (Tenor), Lyudmila Golub (Orgel). Moskau.
- Николай Кедров. Отче наш:Исполнитель: Рубен Лисициан (тенор). Запись сделана на одном из концертов фестиваля «Декабрьские вечера» (Москва):Nikolai Kedrov. Otche nash. Solo: Ruben Lisitsian (Tenor).
- Генри Манчини. «Лунная река»:Исполнители: Рубен Лисициан (тенор). Джаз-трио Григория Файна: Henry Mancini & Johnny Mercer - «Moon River». Performers: Ruben Lisitsian (Tenor), Jazz-trio Gregory Fine.
- Р. Шуман. «Я не сержусь» № 7 из цикла «Любовь поэта»:Текст Генриха Гейне. Исполнители: Рубен Лисициан (тенор) и Алевтина Богданова (фортепиано):R. Schumann. «Ich grolle nicht» № 7 aus der Zyklus «Dichterliebe» ор. 48. Text: Heinrich Heine. Performers: Ruben Lisitsian (Tenor) & Alevtina Bogdanova (Piano).
- Рубен Лисициан, Асет Самраилова:Композитор Stephen Sondheim. "What can you lose". Рубен Лисициан, Асет Самраилова. 9.12. 2012 г. Москва. Большой зал консерватории.
- С. Губайдулина – Кантата «Рубайат» на стихи Ширвани Хагани, Хафиза Ширази, Омара Хайама. (Амстердам Arnold-Schönberg-Ensemble, дирижёр Reinbert de Leeuw

## Достижения
- Заслуженный артист России (1990)

- профессор (2002)

Награды
- Победитель Всесоюзного смотра студентов ВУЗов (1-я премия, 1968, Киев, председатель жюри - М.О. Рейзен)

- Победитель международного конкурса вокалистов им. Р. Шумана (1-я премия, 1969, Цвиккау, Германия)

- Лауреат Х Всемирного фестиваля молодёжи и студентов в Берлине (1973)

- Победитель VII Международного конкурса «Романтизм – истоки и горизонты», в номинации «Искусство педагога» (г. Бар, Черногория, 2015)

- Лауреат VII Международного конкурса «Романтизм – истоки и горизонты», в номинации «Методические чтения (г. Бар, Черногория, 2015)

- Лауреат VIII Международного конкурса «Романтизм – истоки и горизонты», в номинации «Композиция» (г. Москва, 2016)

- Благодарность от Главы Российского Императорского Дома Великой Княгини Марии Владимировны (За примерное служение Отечеству, высокополезные труды на поприще сохранения культурного наследия и значительный личный вклад в укрепление межнационального мира и согласия. Москва 04.12.2019)

- Победитель VI Международного конкурса на Кипре (I премия в номинации «Музыкальная журналистика») (Кипр, декабрь 2020)

- Диплом со специальной премией за "Мастерство художественного слова и тонкое чувство юмора" (VI Международный конкурс музыкантов на Кипре. Декабрь 2020

## Рецензии и отзывы
«Вдохновенный Лисициан»
Известный своей международной деятельностью армянский баритон вдохновенно, с невероятно широкой и выразительной палитрой, то драматически, то меланхолически, то мощной по силе духа стихией заполнил зал. В шубертовском ли "Атланте", клянущего свою судьбу, обязанного нести боль всего мира; в шубертовском ли "Лесном царе", Лисициан демонстрировал богатство нюансировки и исполинский объём звука. Двумя еврейскими песнями, равно как и армянской церковной, исполненной а capella, Лисициан смог окончательно завоевать признание публики. Четырёх бисов оказалось недостаточным— бурно приветствовавшая его публика ждала всё новых и новых песен. Исполнение гершвиновской "Embrace me" прозвучало прощальным поклоном великолепного музыканта, способного покорить любой зал.
«Триумф грандиозного трио сестёр и брата Лисициан»
Голос его, как полноводная река, особенно в английском языке, казалось идёт навстречу, искрясь и сияя. В «Духовной песне» Гайдна он, с захватывающим дух силой звука, мощными, лавинообразными волнами увеличивал динамику и уводил её обратно, до шелеста. Как вдалеке звучащая и исчезающая в ещё большей дали действовала армянская церковная песнь. Почти с карузовской страстью, от которой сотрясались стены, он спел «Венецианскую канцонетту» Бетховена и, тут же высоким фальцетом становился нежнейшим тенором, когда он пел в трио с сестрами. Это была художественно-совершенная техника пения.
Письмо Дитриха Фишера-Дискау Рубену Лисициан
Глубокоуважаемый господин Лисициан!
     В Ваших любезных строках Вы довольно точно высказываете то, что с давних пор крутится в моей голове.
     Конечно, имя Вашего отца мне хорошо известно. Некоторые из его записей вошли в мою коллекцию, а красоту и силу звучания его голоса я всегда высоко оценивал.
     Проблемы сегодняшних занятий пением, особенно в высших школах, которые Вы поднимаете, находят моё полное согласие. К сожалению, предпосылки не дают возможности решения этих проблем. Крупным недостатком является финансовые трудности и, как результат, настоящие таланты, имеют все меньше шансов на будущее. В этом большую часть вины несёт, конечно, общее развитие культуры. В моём уже довольно преклонном возрасте у меня не остаётся возможностей и сил для постоянного контроля над учениками в,  так называемых "классах для особо одарённых музыкантов". Собственно говоря, речь идёт только лишь о том, чтобы вновь приблизить песню к слушателям на открытых курсах. От нас зависит, чтобы интерес к этой области искусства не исчез.
     Я также могу лишь только подчеркнуть своё согласие со всем, о чём Вы говорите по поводу проблем инсценировок опер и о слишком пассивной роли дирижёров в оперном театре. Это также касается и засилья секса, а также планирования репертуара для определённых "ниш" от Барокко и до текущего в вечной соразмерности "модерна".
На сегодняшний день мне остаётся лишь поблагодарить Вас и пожелать Вам всего самого наилучшего.

## Видео
Мастер-классы Рубена Лисициана
- Вокальный мастер-класс «И.С.Бах»
- Итальянская оперная и камерная вокальная музыка
- Интерпретация вокальных сочинений Мориса Равеля. Тема мастер-класса: «Импрессионизм в музыке» - «Интерпретация вокальных сочинений Мориса Равеля»
- Стиль и интерпретация в пении на иностранных языках (6 марта 2014)
- Классическая оперетта, мюзикл, сарсуэла
- Как академисту правильно петь джаз, поп- и рок-музыку
- Итальянский язык в пении - Р.П. Лисициан (мастер-класс)
- Немецкий язык в пении - Р.П. Лисициан (мастер-класс)
- Французский язык в пении - Р.П. Лисициан (мастер-класс)
- Английский язык в пении - Р.П. Лисициан (мастер-класс)

Другие
- Трио шестидесятников. Приветствие ипполитовцам от выпускников Ипполитовки 60-х годов: Рубен Лисициан (вокал), Левон Оганезов (рояль) , Григорий Ковалевский (контрабас)
- САТИ. НЕСКУЧНАЯ КЛАССИКА...
- Передача Наблюдатель. Карина и Рубен Лисициан, Паата Бурчуладзе, Елена Харакидзян. Ведущая Фекла Толстая (Эфир от 23.12.2013)
- Smoke gets in your eyes. Исполняет Рубен Лисициан, Рузанна и Карина Лисициан в сопровождении ансамбля под управлением Г. Файна
- Moon river. Исполняет Рубен Лисициан в сопровождении ансамбля под управлением Г. Файна
- Moonlight. Исполняет Рубен Лисициан в сопровождении ансамбля под управлением Г. Файна
- The party's over. Исполняет Рузанна и Рубен Лисициан в сопровождении ансамбля под управлением Г. Файна
- Sophia Gubaydulina - "Rubayat" Solist - Ruben Lisitsian. Arnold Schönberg-Ensemble. Dirigent Reinbert de Leeuw
- Мой учитель - Рубен Павлович Лисициан